# Djatkowo
Djatkowo (russisch Дятьково) ist eine russische Stadt mit 29.439 Einwohnern (Stand 14. Oktober 2010) in der Oblast Brjansk. Sie liegt am Fluss Bolwa.
In Djatkowo befindet sich die Verwaltung des gleichnamigen Rajons (mit den Siedlungen Iwot, Ljubochna, Star und Bytosch).

## Geschichte

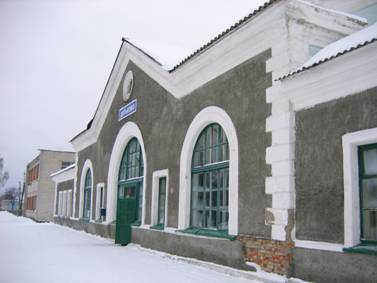
Der Bahnhof von Djatkowo

Der Ort wurde 1626 erstmals urkundlich erwähnt.
Im Zweiten Weltkrieg gelang es sowjetischen Partisanen im Februar 1942, den seit Oktober 1941 von Truppen der deutschen Wehrmacht besetzten Ort und weitere Nachbardörfer kurzzeitig von der deutschen Besatzung zu befreien, die Sowjetmacht wiederherzustellen und ein Krankenhaus wieder zu eröffnen. Im Juni 1942 mussten sie jedoch den Ort wieder aufgeben. Erst im September 1943 wurde die Stadt endgültig befreit.

### Bevölkerungsentwicklung
| Jahr | Einwohner |
| ---- | --------- |
| 1939 | 17.346    |
| 1959 | 19.441    |
| 1970 | 26.825    |
| 1979 | 31.656    |
| 1989 | 34.413    |
| 2002 | 33.600    |
| 2010 | 29.439    |

Anmerkung: Volkszählungsdaten

## Wirtschaft
Die größten Betriebe der Stadt sind ein Möbelhersteller und ein Glaswerk.

## Persönlichkeiten
- Alexei Kaschtanow (* 1996), Fußballspieler